# Lägerrock m/1920
Lägerrock m/1920 var en lägerrock som användes inom försvarsmakten.

## Utseende
Denna lägerrock har en ståndkrage samt en enradig knapprad om sex knappar. Den har även två bröstfickor samt två sidofickor samtliga med raka ficklock. Den ser trots benämningen lägerrock ut som vapenrock och är i stora drag mycket lik vapenrock m/1923.

## Användning
Denna sent tillkomna persedel räknas till uniform m/1910.